# ريمون كوك
ريمون كوك (بالصينية: 郭炳聯) هو مدير ورائد أعمال وكبير الإداريين التنفيذيين ورئيس مجلس الإدارة صيني، ولد في 1952 في هونغ كونغ في الصين.